# Indiana Jones and the Last Crusade (videojuegos)
Indiana Jones and the Last Crusade es el título de tres videojuegos diferentes lanzados para varios tipos de plataforma (PC o consola) y basados en la película homónima. El formato de cada juego es diferente, pero todos ellos siguen la historia de la película.

## El juego de acción
Indiana Jones & The Last Crusade: The Action Game fue lanzado en 1989 para DOS, Amiga, Amstrad CPC, Atari ST, Commodore 64, Game Boy, Nintendo Entertainment System (NES), Master System, Mega Drive, Sega Game Gear, MSX y ZX Spectrum. Cada versión del juego es similar, con claras diferencias en la cualidad de los gráficos y sonido. Este es un juego de aventura con vista de lado donde los jugadores controlan a Indiana Jones hacia varios niveles con vista de lado de la película, armado con sus rápidos reflejos de su tradicional látigo. El juego fue criticado por muchos por sus débiles gráficos, sonido y jugabilidad.

## La aventura gráfica
Indiana Jones and the Last Crusade: The Graphic Adventure es un popular juego de aventura gráfica (similar a Maniac Mansion o The Secret of Monkey Island) lanzado por LucasArts bajo la dirección de Ron Gilbert para los sistemas de DOS, Amiga, Atari ST y Macintosh en 1989. El jugador controla al Dr. Jones, cómo interactúa con varios personajes y visita áreas de la película hasta encontrar el Santo Grial.
El juego fue relanzado dos veces — primero con gráficos de 256 colores y una banda sonora digital entera, y después con gráficos de 256 colores, menores arreglos de bugs y la versión original en MIDI de la banda sonora. De todas las adaptaciones en software de la película, esta es la más popular por el gusto de los jugadores y críticos.

## Indiana Jones & The Last Crusade
Un segundo juego de NES fue producido por Taito basado en la misma película, lanzado sólo en Norteamérica. Es un juego de acción-aventura con vista de lado, mezclado con algunos minijuegos envueltos con puzles de tiempo. El jugador también puede seguir algunos segmentos de la historia y decidir en cual orden el personaje jugará cada escenario.